# Karin Lamberg-Skog
Pour les articles homonymes, voir Lamberg.
Karin Ingrid Lamberg-Skog (né le 17 janvier 1961 à Uppsala) est une ancienne fondeuse suédoise.

## Palmarès

### Championnats du monde
- Championnats du monde de 1987 à Oberstdorf  Allemagne de l'Ouest:
  -  Médaille de bronze en relais 4 × 5 km